# Vandoncourt
Vandoncourt est une commune française située dans le département du Doubs, la région culturelle et historique de Franche-Comté et la région administrative Bourgogne-Franche-Comté.
Elle est labellisée Cité de Caractère de Bourgogne-Franche-Comté.

## Géographie

### Localisation

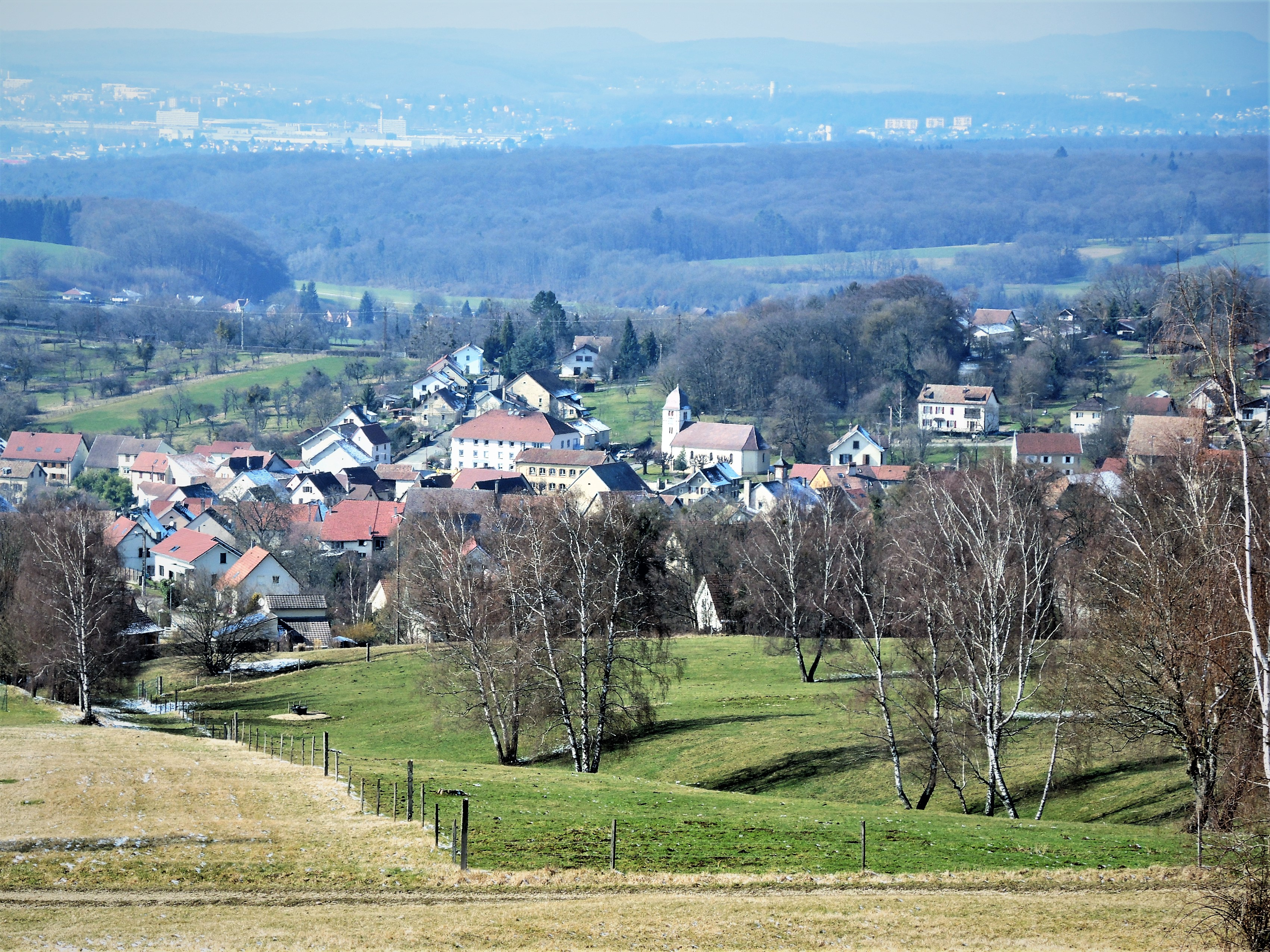
Le village, vu du belvédère, route du pont Sarrazin.

Vandoncourt est un bourg du Doubs, limitrophe du Territoire de Belfort et proche de la Suisse, dont il est séparé par le village de Croix, situé à 10 km à vol d'oiseau au sud-est de Montbéliard, 20 km au sud de Belfort, 9 km au sud-ouest de Delle, 15 km au nord-ouest de Porrentruy et 71 km au nord-est de Besançon.
Le bourg est traversé par le sentier de grande randonnée GR 5 ainsi que par le sentier de grande randonnée de pays GRP du Pays de Montbelliard.
La commune se trouve dans l'Aire d'attraction de Montbéliard, ainsi que dans la zone d'emploi et dans le bassin de vie de cette ville.

### Communes limitrophes
Les communes limitrophes sont  Abbévillers, Croix, Dasle, Hérimoncourt, Montbouton et Seloncourt.

### Géologie et relief
La superficie de la commune est de 8,57 km2 ; son altitude varie de 370  à   611 mètres.

### Hydrographie
Aucun cours d'eau ne draine la commune.

### Climat
Pour des articles plus généraux, voir Climat de la Bourgogne-Franche-Comté et Climat du Doubs.
En 2010, le climat de la commune est de type climat de montagne, selon une étude du Centre national de la recherche scientifique s'appuyant sur une série de données couvrant la période 1971-2000. En 2020, Météo-France publie une typologie des climats de la France métropolitaine dans laquelle la commune est dans une zone de transition entre le climat semi-continental et le climat de montagne et est dans une zone de transition entre les régions climatiques « Vosges » et « Jura ».
Pour la période 1971-2000, la température annuelle moyenne est de 9,4 °C, avec une amplitude thermique annuelle de 17,3 °C. Le cumul annuel moyen de précipitations est de 1 324 mm, avec 12,1 jours de précipitations en janvier et 10,9 jours en juillet. Pour la période 1991-2020, la température moyenne annuelle observée sur la station météorologique de Météo-France la plus proche, « Saint-Dizier-L'eveque_sapc », sur la commune de Saint-Dizier-l'Évêque à 5 km à vol d'oiseau, est de 10,1 °C et le cumul annuel moyen de précipitations est de 1 099,4 mm. 
La température maximale relevée sur cette station est de 37 °C, atteinte le 13 août 2003 ; la température minimale est de −17,4 °C, atteinte le 20 décembre 2009,,.
Les paramètres climatiques de la commune ont été estimés pour le milieu du siècle (2041-2070) selon différents scénarios d'émission de gaz à effet de serre à partir des nouvelles projections climatiques de référence DRIAS-2020. Ils sont consultables sur un site dédié publié par Météo-France en novembre 2022.

## Urbanisme

### Typologie
Au 1er janvier 2024, Vandoncourt est catégorisée petite ville, selon la nouvelle grille communale de densité à 7 niveaux définie par l'Insee en 2022.
Elle est située hors unité urbaine. Par ailleurs la commune fait partie de l'aire d'attraction de Montbéliard, dont elle est une commune de la couronne,. Cette aire, qui regroupe 137 communes, est catégorisée dans les aires de 50 000 à moins de 200 000 habitants,.

### Occupation des sols

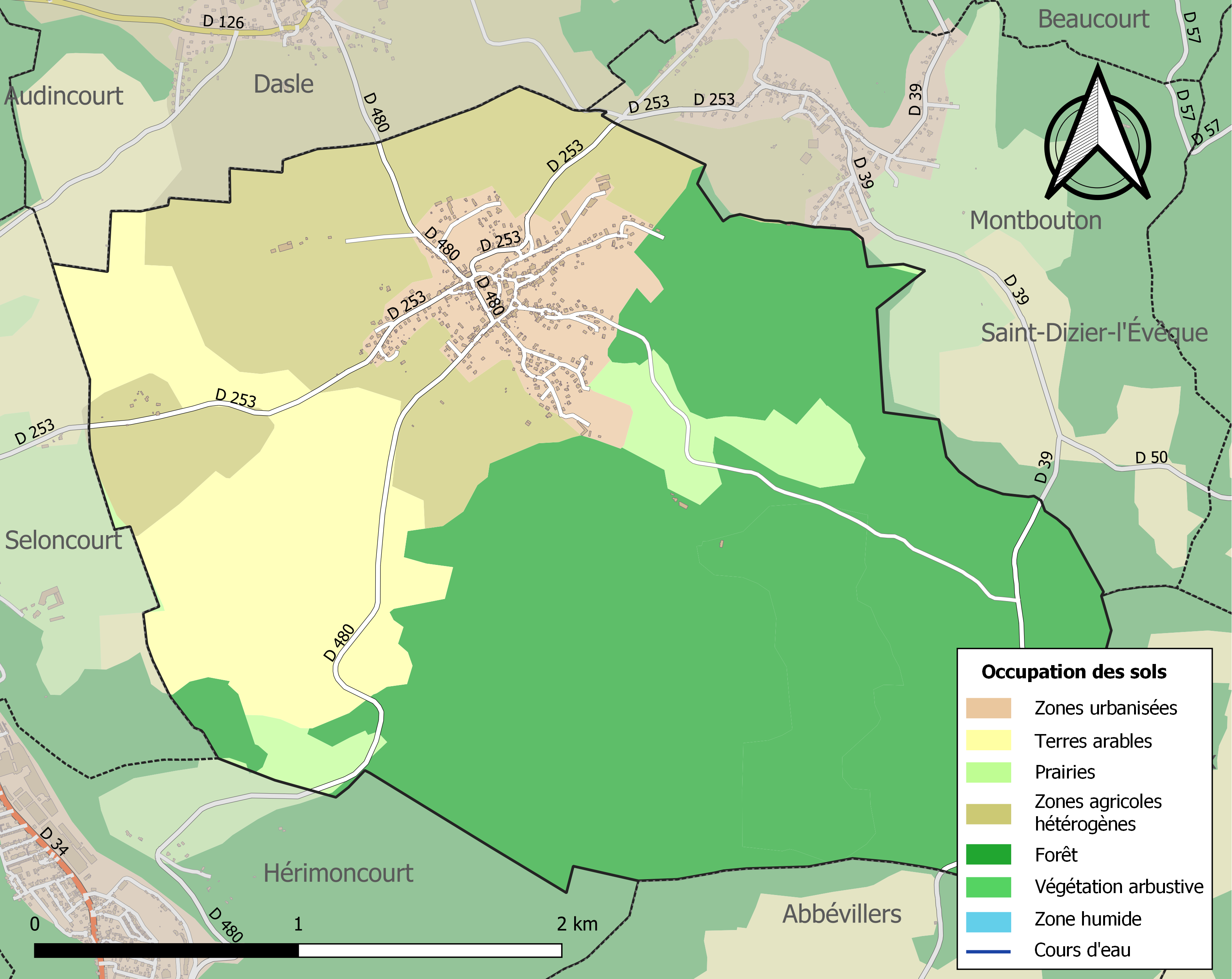
Carte des infrastructures et de l'occupation des sols de la commune en 2018 (CLC).

L'occupation des sols de la commune, telle qu'elle ressort de la base de données européenne d’occupation biophysique des sols Corine Land Cover (CLC), est marquée par l'importance des forêts et milieux semi-naturels (55,8 % en 2018), une proportion sensiblement équivalente à celle de 1990 (56,2 %). La répartition détaillée en 2018 est la suivante : 
forêts (55,8 %), zones agricoles hétérogènes (18 %), terres arables (14,9 %), zones urbanisées (7 %), prairies (4,3 %). L'évolution de l’occupation des sols de la commune et de ses infrastructures peut être observée sur les différentes représentations cartographiques du territoire : la carte de Cassini (XVIIIe siècle), la carte d'état-major (1820-1866) et les cartes ou photos aériennes de l'IGN pour la période actuelle (1950 à aujourd'hui).

### Habitat et logement
En 2020, le nombre total de logements dans la commune était de 389, alors qu'il était de 376 en 2015 et de 352 en 2010.
Parmi ces logements, 92,5 % étaient des résidences principales, 2,3 % des résidences secondaires et 5,2 % des logements vacants. Ces logements étaient pour 83,2 % d'entre eux des maisons individuelles et pour 16,8 % des appartements.
Le tableau ci-dessous présente la typologie des logements à Vandoncourt en 2020 en comparaison avec celle du Doubs et de la France entière. Une caractéristique marquante du parc de logements est ainsi la faible proportion des résidences secondaires et logements occasionnels (2,3 %) par rapport au département (4,3 %) et à la France entière (9,7 %).
| Typologie                                               | Vandoncourt | Doubs | France entière |
| ------------------------------------------------------- | ----------- | ----- | -------------- |
| Résidences principales (en %)                           | 92,5        | 87,1  | 82,1           |
| Résidences secondaires et logements occasionnels (en %) | 2,3         | 4,3   | 9,7            |
| Logements vacants (en %)                                | 5,2         | 8,6   | 8,2            |

### Toponymie
Wandocort en 1188 ; Guandecort en 1196 ; Wondoncourt en 1298 ; Wendencourt en 1304 ; Vandoncourt en 1337 ; Vadoncour, Vendoncour en 1424 ; Vauldoncourt dans la première moitié du XVIe siècle ; Vandoncourt depuis 1560. En patois Vandoncouë.

## Politique et administration

### Rattachements administratifs et électoraux

#### Rattachements administratifs
La commune se trouve dans l'arrondissement de Montbéliard du département du Doubs.
Elle faisait partie de 1793 à 1896 du canton de Blamont, transféré cette année là à Hérimoncourt. Dans le cadre du redécoupage cantonal de 2014 en France, cette circonscription administrative territoriale a disparu, et le canton n'est plus qu'une circonscription électorale.

#### Rattachements électoraux
Pour les élections départementales, la commune fait partie depuis 2014 du canton d'Audincourt.
Pour l'élection des députés, elle fait partie de la quatrième circonscription du Doubs.

### Intercommunalité
Vandoncourt est membre de la communauté d'agglomération initiale dénommée Pays de Montbéliard Agglomération, un établissement public de coopération intercommunale (EPCI) à fiscalité propre créé en 1999 et auquel la commune a transféré un certain nombre de ses compétences, dans les conditions déterminées par le code général des collectivités territoriales.

### Liste des maires
| Période                                  | Période                    | Identité                    | Étiquette | Qualité                                                     |
| ---------------------------------------- | -------------------------- | --------------------------- | --------- | ----------------------------------------------------------- |
| Les données manquantes sont à compléter. |                            |                             |           |                                                             |
|                                          | 1797                       | Jacques-Christophe Peugeot  |           |                                                             |
| 1797                                     | 1798                       | Jean Roi                    |           |                                                             |
| 1798                                     | 1800                       | Pierre Roi                  |           |                                                             |
| 1800                                     | 1804                       | Jean Roy                    |           |                                                             |
| 1804                                     | 1808                       | Jean-Georges Laigle         |           |                                                             |
| mai 1808                                 | 1815                       | Jean-François Seigneur      |           |                                                             |
| 1815                                     | 1818                       | Jean-Jacques Roy            |           |                                                             |
| 1818                                     | mai 1829                   | Pierre Mettetal             |           |                                                             |
| juin 1829                                | 1833                       | Pierre Gilliotte            |           |                                                             |
| novembre 1833                            | juillet 1841               | Georges-Frédéric Marchand   |           |                                                             |
| 1847                                     | 1848                       | Jean-Georges Rayot          |           |                                                             |
| 1848                                     | 1852                       | Georges-Louis Marchand      |           |                                                             |
| 1853                                     | 1863                       | Jean-Pierre Gilliott        |           |                                                             |
| 1863                                     | 1865                       | Pierre-Frédéric Amstutz     |           |                                                             |
| 1865                                     | 1872                       | Georges-Louis Marchand (II) |           |                                                             |
| 1872                                     | 1874                       | Pierre Gilliotte            |           |                                                             |
| 1874                                     | 1879                       | Louis Rayot                 |           |                                                             |
| 1879                                     | 1884                       | Pierre Marchand             |           |                                                             |
| 1884                                     | 1888                       | Pierre Marchand             |           | Fils de Georges Marchand                                    |
| 1888                                     | 1919                       | Jules Cottier               |           |                                                             |
| 1919                                     | 1921                       | Léon Roy                    |           |                                                             |
| 1921                                     | 1931                       | Edouard Montavon            |           |                                                             |
| 1932                                     | 1935                       | Paul Maigret                |           |                                                             |
| 1935                                     | 1944                       | Edouard Montavon            |           |                                                             |
| 1945                                     | 1949                       | Henri Belon                 |           |                                                             |
| 1949                                     | 1954                       | Jules Mazimann              |           |                                                             |
| 1954                                     | 1971                       | Lucien Roy                  |           |                                                             |
| 1971                                     | 1983                       | Jean-Pierre Maillard-Salin, | PS        | Enseignant Conseiller général de Hérimoncourt (1975 → 1993) |
| 1983                                     | 2001                       | Jacques Redoutey            |           |                                                             |
| 2001                                     | 2023                       | Patrice Vernier             | DVG       | Retraité Fonction publique Démissionnaire                   |
| mars 2023                                | En cours (au 10 juin 2024) | M. Dominique Bouveresse     |           | Cadre retraité                                              |

### Instances de démocratie participative
En 1971 le village est passé en démocratie participative,,,,. Le fonctionnement est de type autogestionnaire.
La vie démocratique s'organise grâce à :
- un conseil de treize membres élus ;
- un conseil des jeunes ;
- un conseil des anciens ;
- un conseil des associations.

Les conseils se réunissent, au moins chaque mois, ce sont là soixante citoyens rassemblés.
Sept commissions sont mises en place (scolaire, budget, technique, développement économique, sociale, fêtes et cérémonies, environnement). Ce sont elles qui s'informent des besoins, qui élaborent les solutions pratiques et qui contrôlent les réalisations. Elles sont sous le contrôle des conseils. Ainsi la commission des finances est composée d'élus et de non-élus.

## Équipements et services publics

### Enseignement
Les enfants de la commune sont scolarisés avec ceux de Montbouton dans le cadre d'un regroupement pédagogique intercommunal (RPI). L'école de Vandoncourt accueille les élèves d'âge maternel ainsi que ceux de cours préparatoire.

## Population et société
Ses habitants sont nommés les Vandoncourtois et Vandoncourtoises. Ils sont surnommés les Damas du nom d'une petite prune bleue, la belôche, renommée à Vandoncourt.[réf. nécessaire]

### Démographie
L'évolution du nombre d'habitants est connue à travers les recensements de la population effectués dans la commune depuis 1793. Pour les communes de moins de 10 000 habitants, une enquête de recensement portant sur toute la population est réalisée tous les cinq ans, les populations de référence des années intermédiaires étant quant à elles estimées par interpolation ou extrapolation. Pour la commune, le premier recensement exhaustif entrant dans le cadre du nouveau dispositif a été réalisé en 2004.

En 2022, la commune comptait 808 habitants, en évolution de −3,46 % par rapport à 2016 (Doubs : +1,88 %, France hors Mayotte : +2,11 %).
| 1793 | 1800 | 1806 | 1821 | 1831 | 1836 | 1841 | 1846 | 1851 |
| ---- | ---- | ---- | ---- | ---- | ---- | ---- | ---- | ---- |
| 404  | 410  | 464  | 486  | 560  | 569  | 626  | 591  | 628  |

| 1856 | 1861 | 1866 | 1872 | 1876 | 1881 | 1886 | 1891 | 1896 |
| ---- | ---- | ---- | ---- | ---- | ---- | ---- | ---- | ---- |
| 664  | 769  | 833  | 695  | 781  | 695  | 746  | 737  | 756  |

| 1901 | 1906 | 1911 | 1921 | 1926 | 1931 | 1936 | 1946 | 1954 |
| ---- | ---- | ---- | ---- | ---- | ---- | ---- | ---- | ---- |
| 723  | 640  | 723  | 561  | 590  | 583  | 485  | 516  | 504  |

| 1962 | 1968 | 1975 | 1982 | 1990 | 1999 | 2004 | 2006 | 2009 |
| ---- | ---- | ---- | ---- | ---- | ---- | ---- | ---- | ---- |
| 539  | 557  | 605  | 594  | 605  | 626  | 790  | 816  | 821  |

| 2014 | 2019 | 2022 | - | - | - | - | - | - |
| ---- | ---- | ---- | - | - | - | - | - | - |
| 849  | 815  | 808  | - | - | - | - | - | - |

### Manifestations culturelles et festivités
La légende du Pont sarrazin a fait l'objet (ainsi que d'autres moments de l'histoire du village) d'une reconstitution historique « Son et Lumière » à quatre reprises entre 1993 et 2000.

### Cultes
Le Temple de Vandoncourt accueille désormais les protestants comme les catholiques. Il est actuellement[C'est-à-dire ?] en rénovation. Une association a été créée pour le sauvegarder.

## Culture locale et patrimoine

### Lieux et monuments
Vandoncourt est labellisée Cité de Caractère de Bourgogne-Franche-Comté.
- Le Temple de Vandoncourt, l'un des rares lieux de cultes protestants édifiés en France après la Révocation de l'édit de Nantes en 1685, a été reconstruit en 1769. À cette époque, le pays était occupé par les troupes de Louis XV.
- Le pont Sarrazin : c'est une des principales curiosités du village, arche naturelle en pierre calcaire situé au milieu de la forêt dont l'apparition fait l'objet d'une intéressante légende : il n'y avait pas de pont avant les raids sarrasins lors du Moyen Age tardif. Lors d'un de ces raids sur le village, une jeune femme tente d'échapper aux Sarrasins mais elle se retrouve coincée en haut de falaises. Préférant la mort à la captivité, elle se jette dans le vide, mais Dieu crée un pont de pierre sous ses pieds, tandis que ses poursuivants sont précipités dans le vide.
- Ecomusée La Damassine, maison de la nature et des vergers, bâtiment écoconstruit à ossature bois et isolation paille présentant des expositions permanentes autour de l'énergie, des vergers, des paysages du Pays de Montbéliard, ainsi que des expositions temporaires[30],[31].

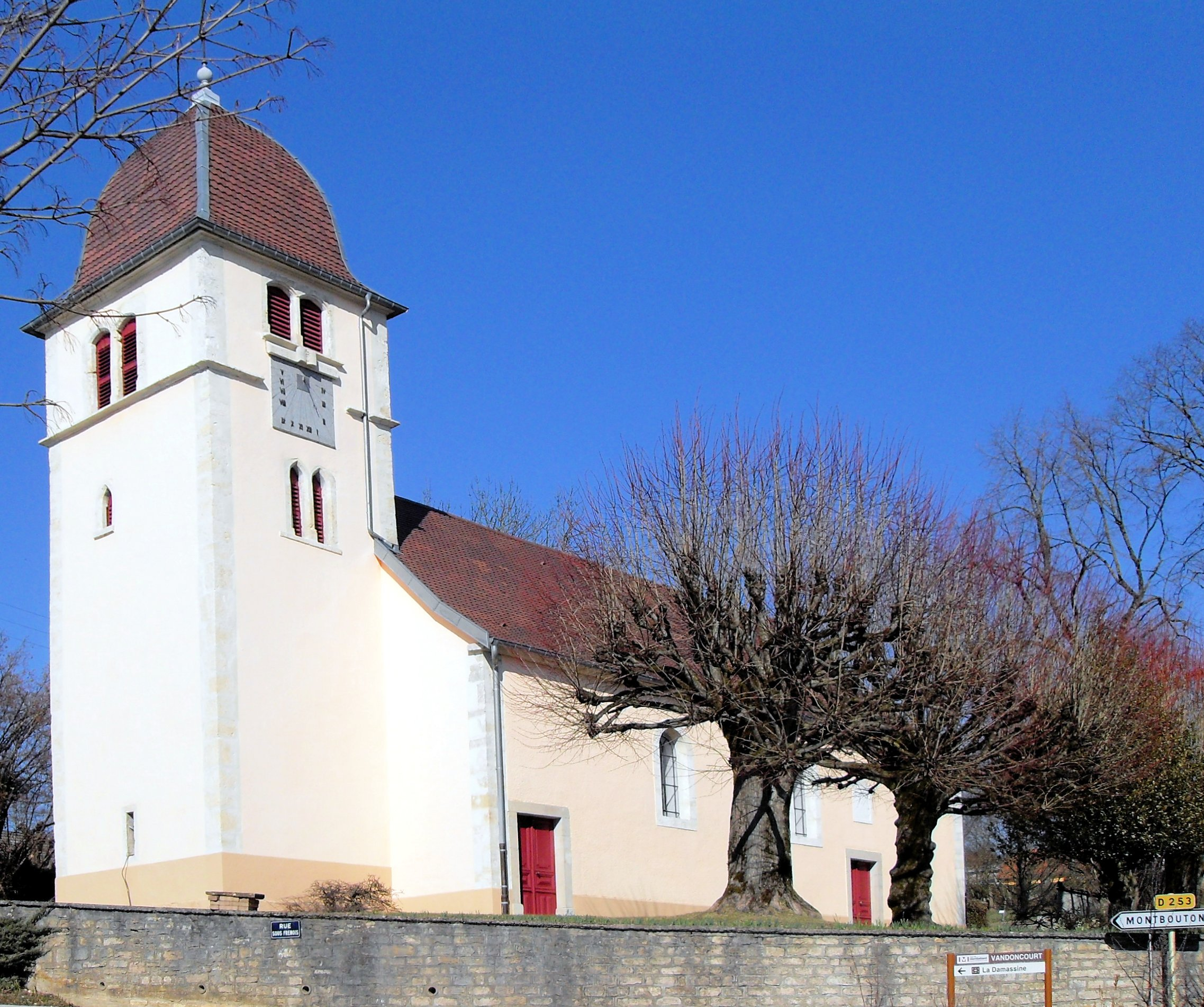
Le temple de Vandoncourt.
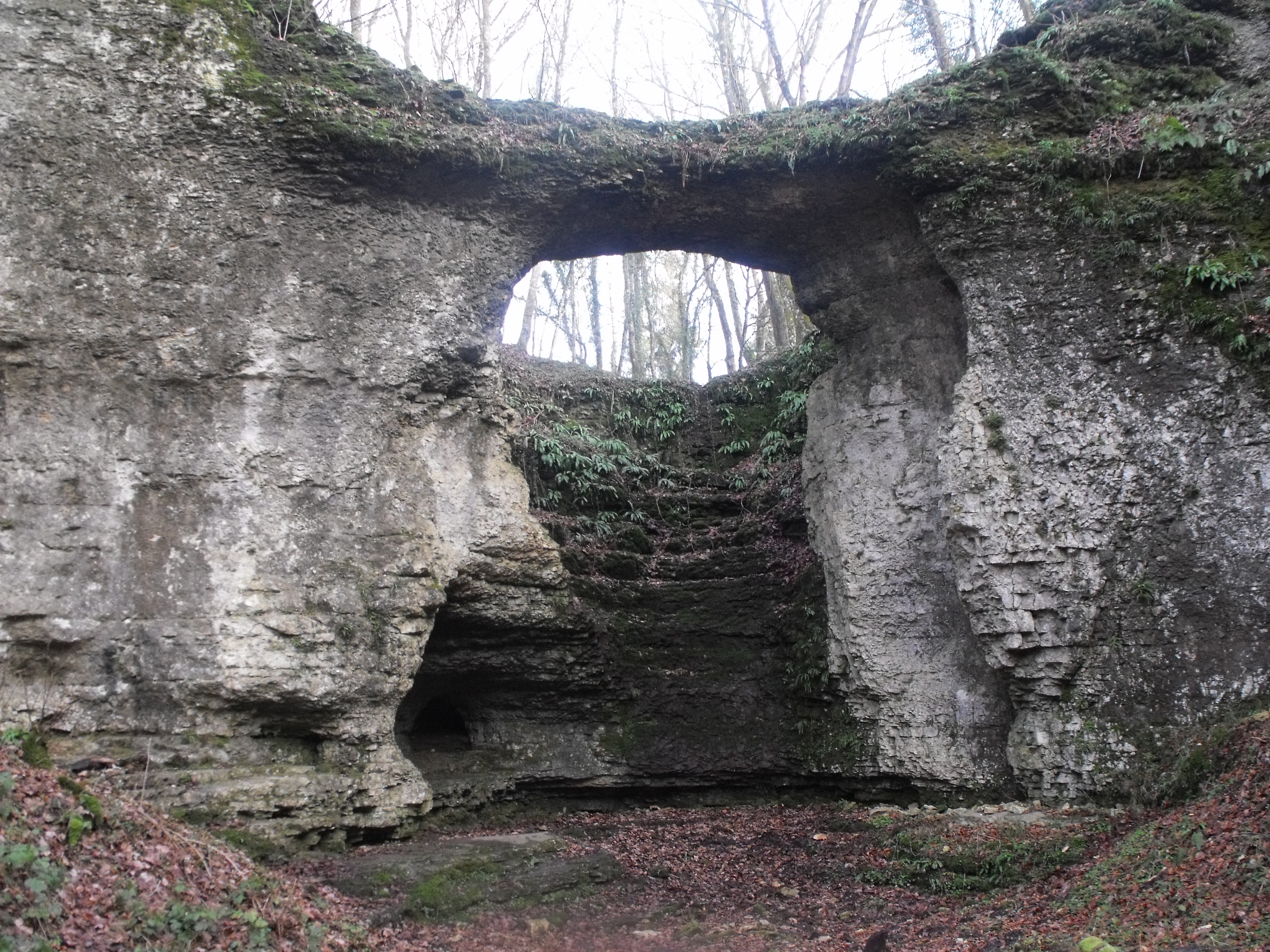
Le pont Sarrazin.
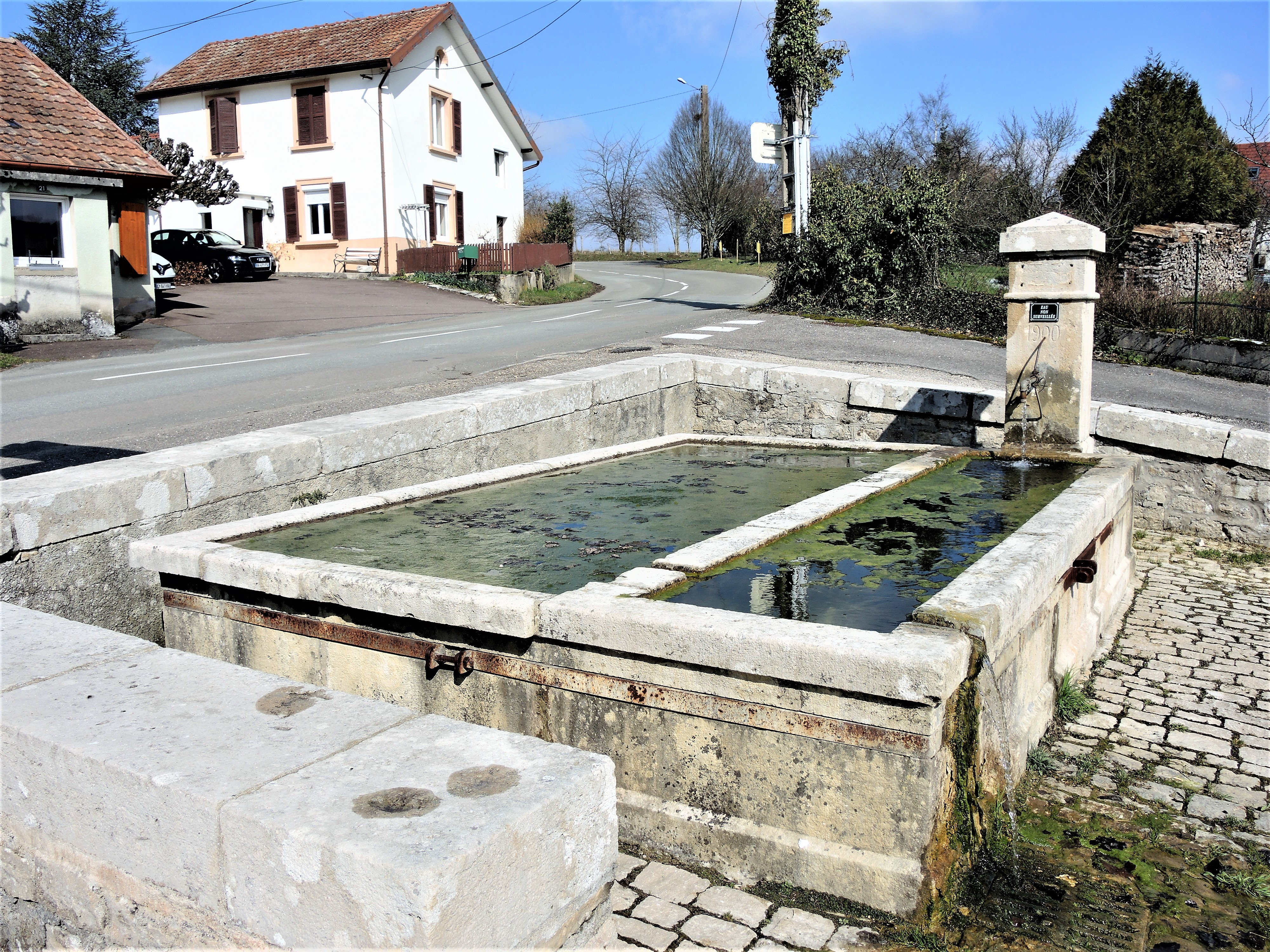
Fontaine-lavoir, rue Sous Frénois.
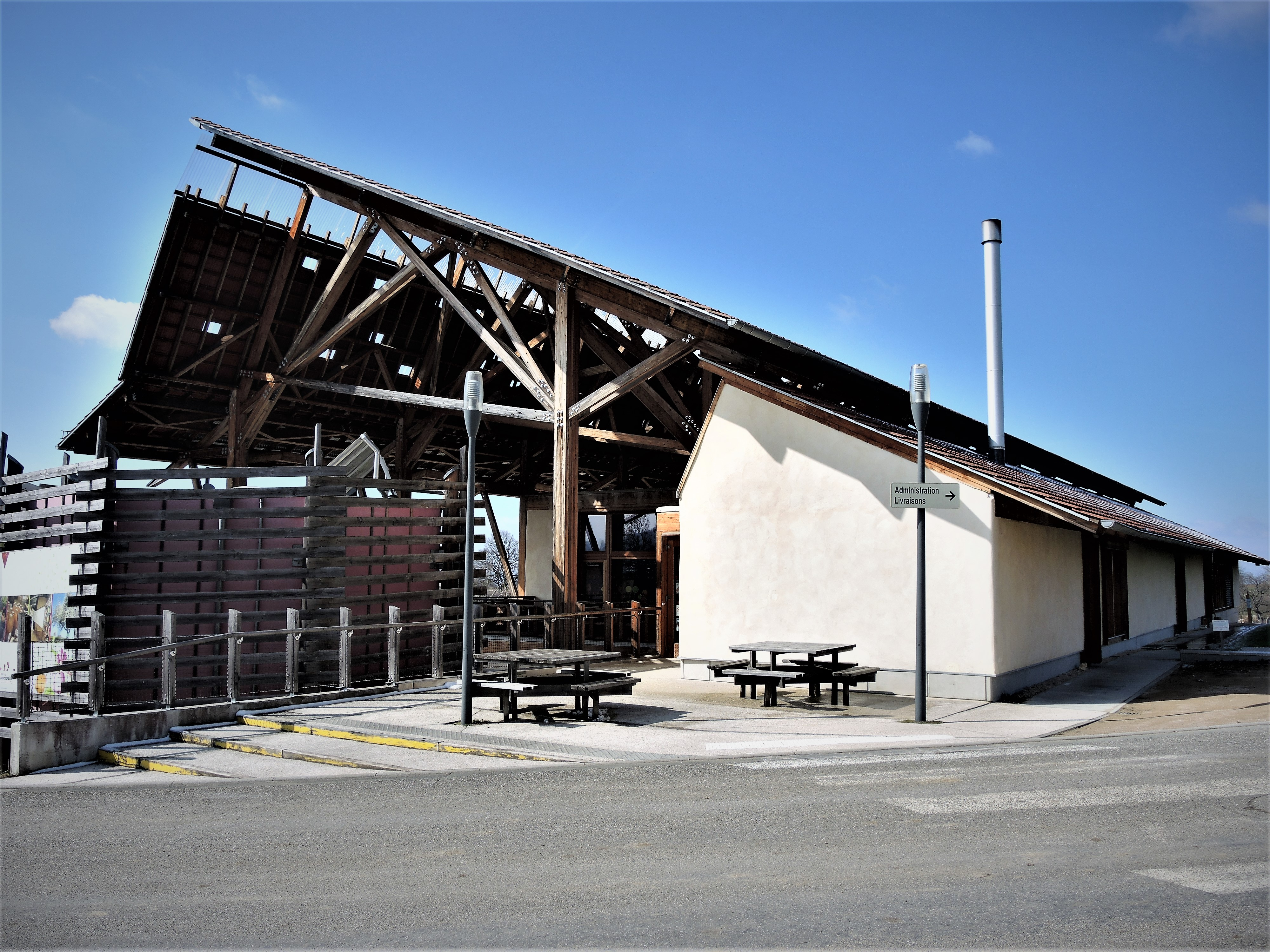
Écomusée La Damassine

### Personnalités liées à la commune
- Famille Peugeot[pourquoi ?]

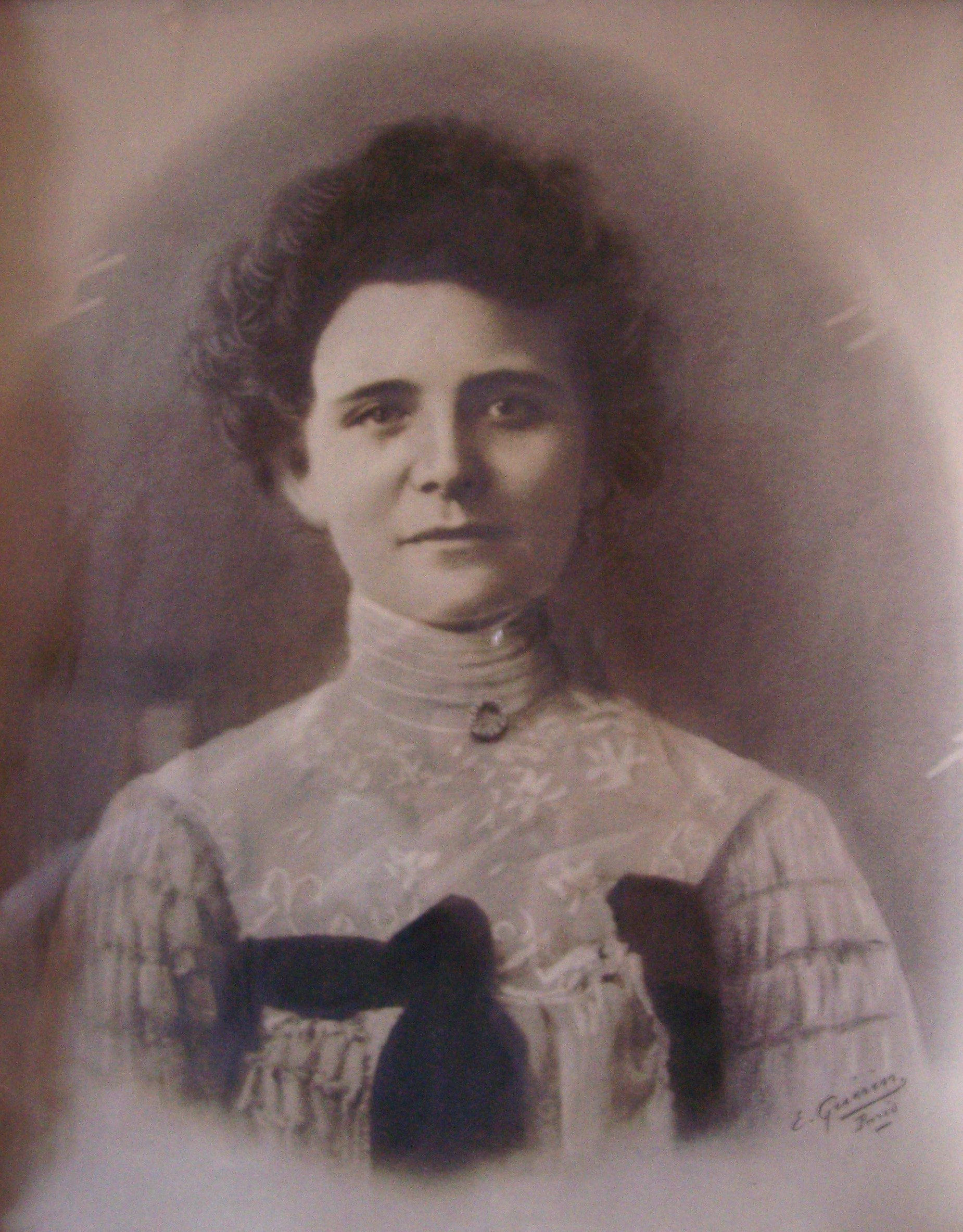
Portrait de Mathilde Laigle par E. Guérin (crayon).

- Mathilde Laigle (1865-1950), historienne française du début du XXe siècle, l'une des premières femmes françaises diplômées de l'enseignement supérieur américain, reconnue comme une des pionnières de l'histoire des femmes, est née à Vandoncourt. Les Laigle possédait une maison familiale à Vandoncourt et concomitamment à Blamont et Beaumont-de-Pertuis (Provence).
- Étienne Dormoy (1885-1959), pionnier franco-américain de la construction aéronautique, y est né.

### Héraldique
| Blason de Vandoncourt | Blason  | Coupé: au 1er parti au I d'or à trois demi-ramures de sable, posées en fasce et rangées en pal, au II d'argent à trois montagnes isolées de trois pics d'azur, au 2e de gueules à l'arbre accosté de deux damas [variété de prune bleue], le tout au naturel. |
| Blason de Vandoncourt | Détails | Le statut officiel du blason reste à déterminer. |

## Pour approfondir